# 顺庆路
顺庆路，元朝时设置的路。
至元二十年（1283年）升顺庆府置，治所在南充县（今四川省南充市）。属四川行省。辖境相当今四川省南充、西充、仪陇、蓬安、营山、渠县、岳池、邻水、大竹等市县地。明朝洪武中复为顺庆府。